# Juhayman al-Otayb
Juhayman bin Mohamed bin Sayf al-Otaybi (16 de septiembre de 1936- 9 de enero de 1980) fue un militante y líder religioso saudí, miembro del grupo salafista Ijwán (Arabia Saudita) -La Hermandad, en árabe-.
Es conocido por haber dirigido, el 20 de noviembre de 1979, la toma de la Gran Mezquita de La Meca-, el sitio más sagrado del islam, en la que murieron ciento treinta personas y alrededor de doscientas resultaron heridas.
Aunque se ha asumido que Juhayman y su movimiento solo representan un fenómeno excepcional y corto en el tiempo, lo cierto es que su memoria sigue estando viva en ciertos grupos islamistas y hasta ha inspirado intentos periódicos de revivir su movimiento.

## Nacimiento, familia y primeros años
Juhayman al-Otaybi nació en el 16 de septiembre de 1936 en la región del Néyed, en Qasim La familia de Juhayman pertenecía a la rama Suqur de la extensa tribu Utayba. Esta tribu beduina, una de las más importantes de Arabia, había tenido un pasado tumultuoso con la élite de los Saud.  El abuelo de Juhayman, Sayf al-Dhan, fue un jinete perteneciente al movimiento de los primeros Ikhwan, un ejército creado por el príncipe Abdulaziz bin Saud para conquistar la Península arábiga, y que más tarde se rebelaría contra el monarca y el poder colonial británico. Aunque al-Dhan no tomó parte en las revueltas de los Ikhwan, el padre de Juhayman, Muhammad bin Sayf, luchó al lado del líder rebelde Sultan b. Bijad contra Abdulaziz. Muhammad sobrevivió a la batalla de Sabilla y vivió hasta 1972.
Juhayman abandonó la escuela muy pronto e incluso, él mismo, admitiría haber completado únicamente hasta el cuarto año de la escuela primaria. Algunas fuentes dicen que era analfabeto: fue visto pocas veces escribiendo y, además, su árabe clásico era pobre y estaba plagado por el dialecto beduino. Otros autores, como Joseph A. Kéchichian, han negado que Juhayman no supiera leer o escribir, ya que poseía un gran conocimiento de la literatura religiosa y, además, fue el autor de varios trabajos en árabe culto. La explicación más probable es que sufriera dislexia.

## Miembro de la Guardia Real e inicios en la JSM
Juhayman fue miembro la Guardia Nacional: se unió a ella en 1955 y la abandonó en 1973. Las razones por las que dejó la Guardia no están muy claras: algunas fuentes dicen que se marchó voluntariamente, mientras que otras, afirman que fue despedido en circunstancias humillantes. Después de abandonar la Guardia, se marchó a la ciudad de Medina, otra vez por razones desconocidas. Allí, recibió clases en Dar-al-Hadiz, una antigua institución especializada en las enseñanzas del Hadiz y afiliada a la Universidad de Medina.
Fue allí donde se uniría a la JSM, -al-Jama’a as-salafiyya al-muhtasiba- un grupo de doctrina salafista cuyos miembros deseaban volver a las prácticas de las tres primeras generaciones de musulmanes -los Salaf, en árabe-. Gracias a su carisma, edad y pedigrí tribal, Juhayman alcanzó, muy pronto, protagonismo en la JSM. En concreto, fue su crítica abierta de los Ulema lo que atrajo la admiración de los miembros más jóvenes del grupo. Tras la escisión de la JSM en dos facciones en 1967, Juhayman se convirtió en el líder de los Ikhwan -La Hermandad-. El grupo tenía las características propias de un culto personalista : los seguidores más jóvenes competían por el favor de Juhayman y eran favorecidos según su relación y proximidad con él líder.

## Enfrentamiento con las autoridades y exilio en el desierto
En diciembre de 1977, las autoridades saudíes, tras recibir varios informes sobre la radicalización del movimiento, llevaron a cabo una redada en la casa que el grupo compartía. Gracias a un soplo que recibe horas antes por un infiltrado en la policía, Juhayman consigue escapar y se refugia en el desierto. Allí, la jurisdicción de la policía era más débil y sus aliados beduinos más numerosos que en las ciudades. Juhayman pasó casi dos años vagando por el desierto, y no fue visto en público de nuevo hasta la toma de la Gran Mezquita de La Meca. En todo momento estuvo acompañado por un pequeño séquito de entre tres y cinco personas, y siguió manteniendo el contacto con el resto de sus seguidores.

## La ideología de Juhayman: las Cartas de Juhayman
Desde la redada en Bayt al-Ikhwan -la casa que compartía La Hermandad-, Juhayman ya no contaba con un foro donde reunir a sus seguidores y comunicar su ideología. Por ello, comenzó a registrar todas sus reflexiones en cintas de casete y en panfletos, que todavía se siguen conservando. Las Cartas de Juhayman,  el nombre con el que hoy en día se conocen estos folletos,  fueron publicadas en varias ciudades de Arabia Saudita, en agosto de 1978, y en el periódico izquierdista al-Tali’a -La Vanguardia-, cuyos dueños simpatizaban con lo que podía ser interpretaban como “una revolución de la clase trabajadora en el Hiyaz”.
Existe una gran controversia en torno a la autoría de Las Cartas, ya que únicamente ocho de ellas fueron firmadas por Juhayman y, además, éstas tampoco fueron redactadas directamente por él, sino dictadas a sus acompañantes.
En estas cartas, escritas en un lenguaje monótono y sin una doctrina clara, Juhayman acusa al régimen saudí de utilizar la religión como un instrumento para garantizar sus intereses terrenales, de poner fin a la Yihad, y de mantener relaciones con los Estados Unidos, trayendo a los musulmanes el mal y la corrupción. En uno de los escritos, Juhayman sostiene que el origen no Quraysh de los Saud -no descendientes de la tribu del profeta Mahoma- les excluía del derecho al liderazgo islámico. Esto le lleva a la conclusión de que el juramento de lealtad, que une a los saudíes con sus líderes -bay’a-, es inválido y que acatarlo ya no es obligatorio, especialmente en aquellos asuntos, en cuyo comportamiento y órdenes, los Saud contradicen la palabra de Dios. En consecuencia, Juhayman pidió a sus seguidores alejarse de las instituciones estatales, y renunciar a sus trabajos y a la educación en escuelas y universidades. Sin embargo, advertiría que el pronunciamiento de la excomunión a los líderes no estaba permitido, en tanto que ellos se llamaran musulmanes. De esta forma, diferenciaba entre el estado como una institución, que él consideraba ilegítima y no islámica, y los miembros individuales del gobierno, a quienes negaba la excomunión. Asimismo, fue muy crítico con el “establishment” religioso como institución política.
En un nivel más doctrinal, Juhayman absorbió varios conceptos importantes de la línea dura de eruditos wahabíes del siglo XIX como Sulayman b. ‘Abdalah al Shaykh y Hamad b. ‘Atiq. La primera idea que tomó de ellos fue la de la “Comunidad de Abraham” -Millat Ibrahim-, una metáfora de la “verdadera” comunidad islámica que ha alejado todas las formas de impiedad. El segundo concepto es el de los  “lazos de fe más fuertes” -awthaq ‘ura al-iman, que representa las fuertes conexiones que unen a los musulmanes e imponen entre ellos una solidaridad mutua . Ambas ideas acabaron convergieron en el principio de lealtad a los compañeros musulmanes y la separación de los infieles -al-wala’ wa-l-bara’. Otro elemento importante de la ideología de Juhayman es el regreso del Mahdi, el Mesías islámico que devolvería a los musulmanes a la senda de la virtud. De hecho, la primera de sus “siete cartas”, está dedicada enteramente a este tema. Este texto presenta todos los hadices auténticos sobre el Mahdi, relacionándolos con eventos recientes en la historia moderna de la península arábiga que demuestran la inminencia de su llegada.
El asunto del Mahdi había sido comentado en la JSM, pero solo se convirtió en una parte central del discurso de Juhayman después de mediados de 1978, tras su huida al desierto. A finales de 1978, Juhayman declararía que le había sido confirmado en un sueño que su compañero y cuñado, Muhammad al-Qahtani, era el verdadero Mahdi. Una de las razones por las que al-Qahtani fue identificado como el Mahdi era porque poseía varios de los atributos del Mesías descritos en los hadices correspondientes. Primero, se llamaba Muhammad b. ‘Abdallah, como el Profeta; segundo, decía pertenecer al linaje del Profeta o Ashraf; y, por último, su apariencia física se acercaba a las descripciones del Mahdi en la tradición escatológica islámica. La designación de al-Qahtani creó una segunda gran división en la organización. Muchos miembros, no estaban convencidos con estas nuevas revelaciones mesiánicas y abandonaron el movimiento. En consecuencia, únicamente el núcleo de los seguidores de Juhayman permaneció dentro del movimiento; siendo este grupo el que ejecutaría “una de las operaciones más impactantes en la historia del islamismo militante”: la toma de la Gran Mezquita en la Meca.

## La preparación del ataque y la toma de la Gran mezquita
El ataque a la Gran Mezquita de La Meca comenzó a prepararse un año antes de la operación. A finales del año 78, el grupo de Juhayman empezó a reunir armas, a través de traficantes yemeníes con el dinero obtenido de los miembros más ricos del grupo. Durante los meses anteriores al ataque, los rebeldes se entrenaron con las armas en varias zonas rurales y en el desierto.  Los insurgentes conocían de antemano que su operación podía convertirse en un largo asedio y decidieron almacenar alimentos suficientes para aguantar una semana, en el sótano del complejo de la mezquita.    Asimismo, se abastecieron de radios para seguir las noticias que llegaban del exterior.
A primera hora de la mañana, el 20 de noviembre de 1979, un grupo de aproximadamente trescientos rebeldes, acompañados por sus esposas e hijos, y dirigidos por Juhayman al-Otaybi, irrumpieron en la Gran Mezquita de La Meca al grito de “Allahu akbar”; cerraron las puertas y tomaron el control del santuario. El objetivo de los insurgentes era consagrar a al-Qahtani como el Mahdi, y reclamar la abolición de la monarquía saudí y la ruptura de las relaciones con los Estados Unidos.
De esta forma, los rebeldes obstruyeron con una barrera la entrada, tomaron como rehenes a miles de devotos y les pidieron que declararan que al-Qahtani era el verdadero Mahdi. Aquellos que se resistieron fueron disparados. La situación desembocó en un sitio que duró dos semanas y dejó ciento treinta muertos y alrededor de doscientos heridos, exponiendo serias carencias en la capacidad de las autoridades saudíes para responder a las crisis. El momento del ataque fue seguramente determinado por la creencia de Juhayman en la tradición sunita del “renovador del siglo” -mujaddid al-qarn-. De acuerdo con la misma, un gran erudito aparecerá al comienzo de cada siglo islámico. Juhayman pudo haber mezclado esta historia con la tradición suní del Mahdi y, de esta forma, concluiría que el amanecer del nuevo siglo -el día de la toma de la Gran Mezquita coincidía justamente con el primer día del siglo XV en el calendario islámico- era un momento propicio para consagrar a al-Qahtani como el Mahdi.

## Consecuencias del ataque: ejecuciones, detenciones y refuerzo del poder religioso

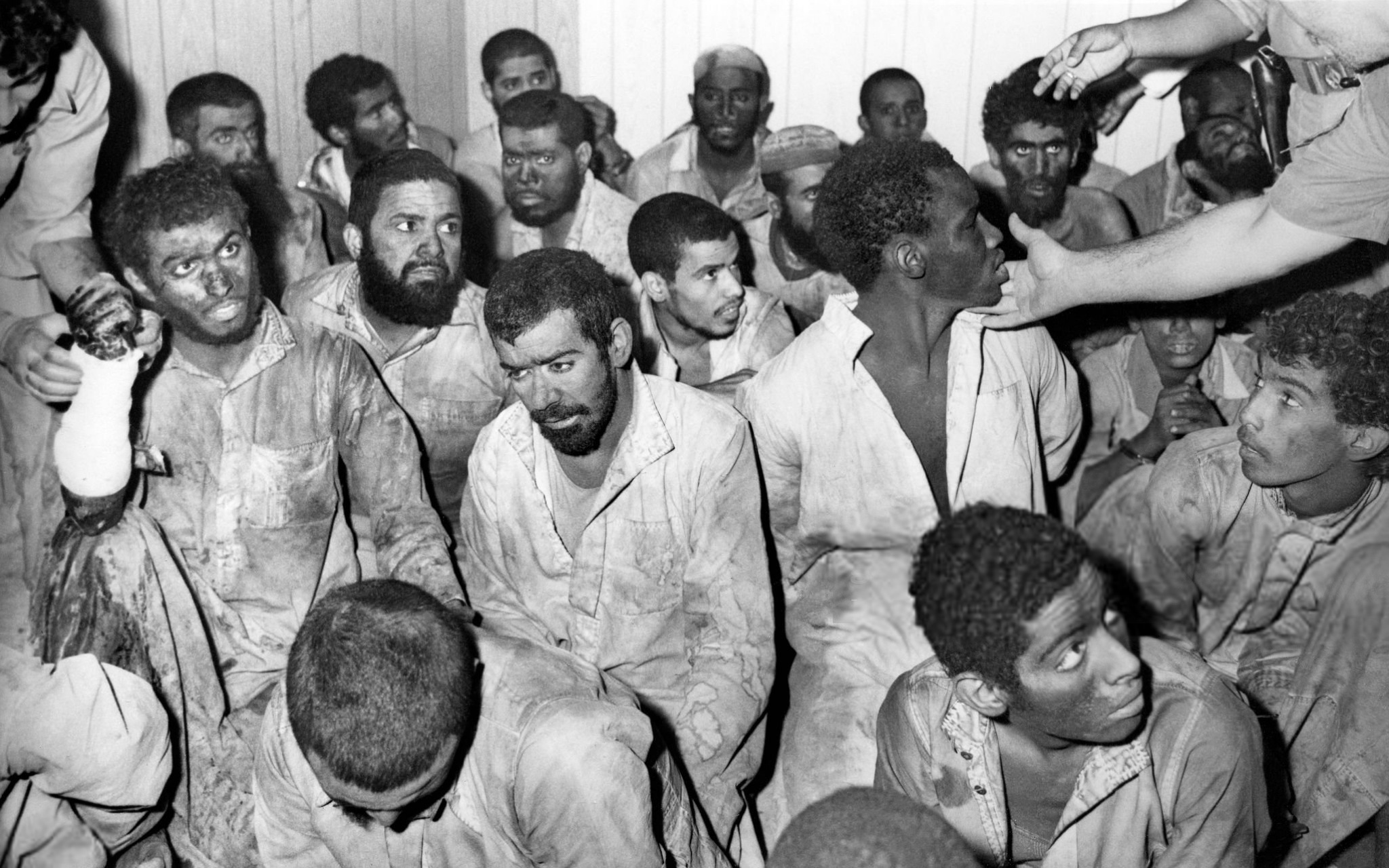
Miembros de la Hermandad de Juhayman tras ser detenidos por las autoridades saudíes en diciembre de 1979

El 4 de diciembre de 1979, tras dos semanas de lucha. las autoridades saudíes retomaron el control del santuario con la ayuda de tres fuerzas especiales francesas. La demora de las autoridades a la hora de intervenir estuvo influida por el permiso especial que la monarquía tuvo que solicitar a los Ulema del país para que las fuerzas saudíes pudieran entrar en la Mezquita, ya que se temía la pérdida de vidas inocentes y la destrucción del edificio. Tras el final del incidente, los rebeldes fueron enjuiciados y sentenciados rápidamente. Así, el 9 de enero de 1980, sesenta y tres personas, entre las que se encontraba Juhayman, fueron ejecutadas en diferentes ciudades del Reino. Entre los condenados a muerte había cuarenta ciudadanos de Arabia Saudita, diez de Egipto, seis de Yemen del Sur, tres kuwaitíes, además de un ciudadano del norte de Yemen, otro de Irak y un sudanés.
Las personas condenadas a muerte no fueron necesariamente los miembros más prominentes de la organización, sino los que habían participado en la etapa final del asedio y sobrevivieron. Para determinar quién había combatido y quien no, se realizaron numerosos exámenes médicos. Se asumió que, aquellos que presentaban hematomas o dolores en sus hombros, habían tomado parte en los disparos contra las fuerzas de seguridad, y fueron condenados a muerte. Por el contrario, aquellos que no presentaban signos de lucha recibieron penas de prisión muy largas. Asimismo, la policía saudí realizó un gran número de arrestos contra personas que habían estado involucradas, en algún momento, con la JSM o en La Hermandad de Juhayman.
En apenas unos pocos meses, la organización de Juhayman fue casi completamente desmantelada, al menos en Arabia Saudita. Sin embargo, la rama Kuwaití del movimiento sobrevivió y se mantuvo activa hasta el final de la década de los ochenta. El incidente de La Meca sacudió a la monarquía saudí, que se hizo consciente de la vulnerabilidad y fragilidad de su régimen. El gobierno había concentrado todo su control político en los grupos de izquierdas y no esperaba que sus enemigos vinieran de los círculos más religiosos. Por ello, acabó tomando la decisión de que solo un reforzamiento de los poderes del “establishment” religioso, y su control de la sociedad saudita, evitaría que tales conflictos volvieran a ocurrir. De esta forma, se aprobaron en el país códigos islámicos más estrictos y se limitaron considerablemente los derechos de las mujeres, a las que se prohibió por primera vez estudiar en el extranjero o salir en la televisión.
Asimismo, y en respuesta a las acusaciones de corrupción contra el gobierno, se financiaron varios proyectos sociales, como un programa de formación laboral para acabar con la dependencia del país en el trabajo extranjero; así como la construcción de más carreteras, escuelas y universidades.

## La interpretación del suceso: motivos políticos y religiosos
El movimiento de Juhayman ha sido el objeto de un gran número de interpretaciones: algunas, políticas y otras, “demasiado simplistas”.
Una explicación que se escuchó mucho de los oficiales saudíes de aquel tiempo es que el movimiento de Juhayman era producto de la influencia ideológica extranjera, sobre todo, de grupos egipcios que tenían posiciones tafkiri, como los Hermanos Musulmanes, quienes durante los años setenta estuvieron en el origen de una profunda reforma y modernización del sistema educativo y del aparato jurídico saudí que contrarrestaban la occidentalización. Estas afirmaciones se sostienen en que muchos de los arrestados eran egipcios. Sin embargo, la presencia egipcia fue reducida en el grupo y los egipcios que fueron detenidos se habían unido, únicamente, justo antes de la toma de la mezquita. La influencia ideológica extranjera más importante en la JSM vino de la escuela Ahl-al-hadith, del Sheikh al-Albani, grupo apolítico y no violento. Por lo tanto, los contactos con extranjeros no pueden explicar la radicalización del grupo. Una de las interpretaciones que más aparece en la literatura académica es aquella que relaciona al grupo de Juhayman con la revolución de los primeros Ikhwan. Si bien es cierto que la memoria de los Ikhwan originarios podría haber tenido cierta influencia en Juhayman, justificar el ataque de la Gran Mezquita en la recuperación del honor de los primeros Ikhwan es una interpretación bastante simplista, ya que muchos de los miembros de la JSM no eran beduinos y, por lo tanto, restaurar su respeto no era un aspecto importante del grupo.
La elección de los insurgentes de la Gran Mezquita, como el lugar donde iniciar su revolución, estuvo marcada por motivos claramente religiosos. No obstante, reducir el movimiento de Juhayman a una secta mesiánica ignoraría la dimensión política de su discurso y la cuestión de cómo el movimiento reunió tanta fuerza en ese momento concreto de la historia. Lo que sí podría afirmarse es que el grupo fue una organización simultáneamente mesiánica y política. Pese a sus posiciones reaccionarias, la JSM y el movimiento de Juhayman fueron esencialmente un fenómeno moderno que debe ser entendido dentro del contexto de los años 70 en Arabia Saudí, una sociedad que en aquellos años se encontraba atravesando un gran cambio socioeconómico y un proceso de politización muy rápido, en el que la distribución de las riquezas provenientes del oro negro se hizo de manera muy desigual, beneficiando únicamente a la nueva burguesía del Néyed.
Una última interpretación del ataque, favorecida por la izquierda árabe de aquella época, es que el evento fue en realidad una rebelión del pueblo en la que la “desposeída clase trabajadora saudí se levantó contra la rica élite”.
No hay una explicación simple de la emergencia del movimiento de Juhayman. No obstante, el primer paso para analizar lo ocurrido es distinguir entre la JSM, por un lado, y la Hermandad de Juhayman, por otro. Por una parte, el auge de la JSM parece estar relacionado con tres importantes cambios en la sociedad saudita durante los años sesenta y setenta: el aumento del conservadurismo social del establishment religioso, que sentía que estaba perdiendo el control de la sociedad; la llegada de nuevas corrientes ideológicas que proporcionaban alternativas al orden religioso y político establecido; y, por último, las tensiones socioeconómicas resultantes del rápido proceso de modernización en el Reino saudí.
Por otro lado, el grupo de Juhayman parece que siguió un modelo clásico de radicalización, en el que una facción pequeña rompe con otra parte más grande y moderada después de un proceso de politización y de debate interno. Tras la ruptura, el comportamiento de la facción radicalizada está más determinado por la ideología y el carisma de su líder que por factores estructurales socioeconómicos y políticos.
Aunque se ha asumido que Juhayman y su movimiento solo representan un fenómeno excepcional y corto en el tiempo, lo cierto es que su memoria sigue estando viva en ciertos grupos islamistas y hasta ha inspirado intentos periódicos de revivir su movimiento.

## Historia del movimiento de Juhayman

### 1965: El Grupo Salafí que ordena la virtud y combate el pecado
El grupo que tomó el Masjid al-Haram de la Meca, bajo el liderazgo de Juhayman, era en realidad parte de un grupo más grande que nació en 1965, vinculado a las instituciones educativas de Medina.  El movimiento de Juhayman fue fundado en 1965, cuando varios jóvenes activistas islámicos, la mayoría estudiantes de la Universidad Islámica, se unieron para predicar en los barrios más pobres de Medina, en contra de costumbres locales muy asentadas como el sufismo, la visita a las tumbas de “santos” y otras prácticas calificadas por el grupo como heréticas.
Impulsados por un gran celo religioso, el grupo rompía los escaparates de las tiendas que exhibían maniquíes y fotos de mujeres, al considerar debían estar prohibidas. En 1965, un grupo de ciudadanos se enfrentó a ellos, desencadenando un altercado en el que tuvo que intervenir la policía, quien detuvo a varios estudiantes y acabó deportando a los no sauditas.
Tras los sucesos, seis jóvenes del grupo, liderados por Juhayman al-Otaybi, formarían un grupo proselitista que abogaba por la pureza religiosa. El grupo pronto sería reconocido oficialmente por el sheikh Abdelaziz bin Baz -uno de los Ulema más importantes del país-, quien los llamaría “El Grupo de Predicación que ordena la virtud y combate el pecado” -Jama’a ad-da’wa al-muhtasiba-. Otras fuentes sugieren que al movimiento se le otorgó el nombre del “Grupo Salafí que ordena la virtud y combate el pecado -al-Jama’a as-salafiyya al-muhtasiba-. Sus miembros simplemente se llamarían al-Ikhwan -La Hermandad-,en árabe-.
Los Hermanos se establecieron alrededor de los lugares santos de La Meca y Medina y en las instituciones educativas que preparaban a los alumnos para asistir a universidades islámicas. El grupo atrajo principalmente a beduinos de dentro del país, que acababan de llegar a las zonas urbanas, pero también a jóvenes peregrinos que decidían establecerse en Arabia Saudita. Al movimiento se unirían desde egipcios hasta yemeníes, sirios, palestinos e, incluso, afroamericanos. Sus miembros crearon conexiones con algunos de los movimientos islamistas más radicales del momento, como los egipcios “Hermanos Musulmanes”. El grupo pronto fundó otras ramas del movimiento en importantes ciudades saudíes, como Riad y Yeda, consiguiendo reunir cientos de seguidores durante la década de 1970.

### La ideología del movimiento: vuelta a los orígenes y rechazo de las instituciones
En su doctrina, el grupo de Juhayman era salafista. Sus miembros deseaban volver a las prácticas de las primeras tres generaciones de musulmanes -Salaf-, en sus creencias y en su vida cotidiana.
Aunque si bien es cierto que en Arabia Saudita la institución religiosa oficial había adoptado un salafismo conservador y apolítico, el grupo de Juhayman adquiriría una lógica cada vez más rebelde que, en el año 1979 “desafiaría a las propias instituciones que habían reconocido su existencia catorce años antes”.
Antes de volver a sus actividades clandestinas y violentas, Los Hermanos adoptaron prácticas religiosas equivalentes al activismo islámico de los años ochenta, sobre todo, por el énfasis que ponían en el Hadiz, al ser éste una colección histórica de dichos, y, por lo tanto, abierto a distintas interpretaciones.
Las referencias ideológicas de los Ikhwan eran el sheikh Muhammad Nasi ad-Din al-Albani, quien introdujo en el grupo la crítica de los hadices, algo que hasta ese momento había estado limitado a unos pocos juristas. Comparada con la “esclerosis jurídica” del establishment religioso, la crítica de hadices conocidos y considerados originales fue vista como una novedad y un reavivamiento de las normas religiosas. Esta honestidad teórica pronto llevaría al grupo a cuestionar los principios fundamentales del poder en el Reino de Arabia Saudita.
La oposición de Juhayman a la monarquía saudí derivaba de su familiaridad con el Hadiz y con los mismos textos religiosos que la dinastía empleaba para legitimar su poder.  De acuerdo con líder, el mayor pecado de la familia Al Saud era “tomar la legitimidad del pueblo, no con las manos y el corazón […], sino a través de la fuerza y la coacción”.
Los Ikhwan pronto criticaron de forma pública al resto de grupos religiosos y escuelas de interpretación.  Por su intransigencia hacia varios aspectos de la jurisprudencia islámica, fueron a menudo acusados de recurrir a un “conservadurismo social extremo y […] a una actitud ‘de rechazo’ de muchos aspectos de la modernidad”.
Sin embargo, las diferencias del grupo de Juhayman con respecto a otros movimientos eran más bien políticas que de rechazo al mundo moderno: o bien tenían que ver con detalles ahistóricos de la práctica ritual -como la llamada a la oración o la condición jurídica del ayuno durante el mes de Ramadán- o bien, estaban relacionadas con el rechazo del grupo a todo aquello vinculado al gobierno -el grupo prohibió entre sus miembros los carnets de identidad y los pasaportes, el trabajo en empleos públicos o el servicio militar-. Para Menoret, los seguidores de Juhayman no tenían la intención de oponerse a la modernidad, sino a la forma tradicional y aceptada de practicar el islam, y al estado saudí, por haber convertido la religión en un recurso para legitimar su régimen.
Para otros autores, el pensamiento de los Ikhwan podría, incluso, considerarse “moderno”, en tanto que buscaba volver al texto, a la norma pura, más allá de las tradiciones históricas acumuladas. Al-Rasheed considera al movimiento de Juhayman parte de la modernización económica de los años setenta: “(El movimiento) era un despertar político que hacía uso de la retórica religiosa”.

### 1976-1979: Escisión del movimiento y confrontación con el gobierno
Debido a su, cada vez, mayor agresividad política, el año 1976 fue un año turbulento para la seguidores de Juhayman. La capacidad de movilización del movimiento y su facilidad para tejer redes, en torno a un conjunto estricto de prácticas, había captado la atención de las autoridades saudíes, quienes seguían muy de cerca al grupo y deseaban acabar con él.
Mientras que el líder y la mayoría de sus seguidores se oponían públicamente al gobierno y a la familia reinante, otros miembros de la organización estaban dispuestos a integrarse en las instituciones religiosas oficiales. De esta forma, los líderes religiosos de Medina organizaron un encuentro en la casa del grupo, donde pidieron a los Ikhwan que renunciaran a muchas de sus posiciones heterodoxas.  Juhayman rechazó someterse a los sheikh del gobierno y, aunque la mayor parte de sus seguidores continuaron de su lado una facción minoritaria abandonó la organización.
Tras la ruptura, algunos sheikh de Medina acusaron al grupo de poseer armas y en una redada, en la casa que el grupo compartía, acabaron deteniendo a varios seguidores de Juhayman, aunque no pudieron capturar al líder, que huiría al desierto.
La represión de los Ikhwan fue un fracaso. Primero, porque politizó aún más al grupo de Juhayman, quienes pronto adoptaron la misión de confrontar abiertamente al Estado. Segundo, porque proporcionó al grupo un aura revolucionaria que le ayudó a atraer a más seguidores. Por último, forzó a los hermanos a recurrir a actividades clandestinas, lejos de la vigilancia del Estado, y que culminarían con la toma de la Gran Mezquita en 1979 y con la posterior desarticulación del grupo por parte de las autoridades saudíes.